# Condado de Valga
El condado de Valga (en estonio: Valga maakond) o Valgamaa es el nombre de uno de los quince condados en los que está dividida administrativamente Estonia. Está situado en la parte meridional del país y limita con el condado de Põlva y el condado de Võru al este, con Letonia al sur y al oeste, y con el condado de Viljandi y el condado de Tartu al norte. Su capital es Valga.

## Gobierno del condado
Cada uno de los condados de los que se compone el país es regido por un gobernador (en estonio: maavanem), elegido cada cinco años por el gobierno central. Actualmente, dicho cargo está en manos de Georg Trašanov.

## Municipios

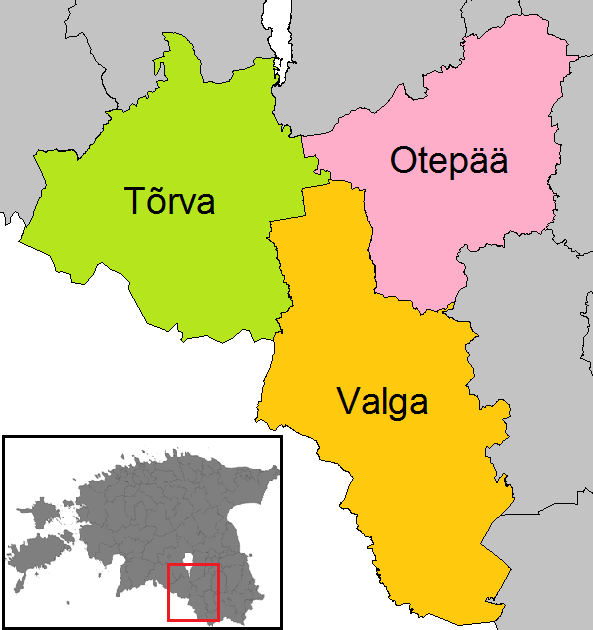
Municipios

El condado se subdivide en municipios.
Municipios rurales:
- Municipio de Otepää (Otepää)
- Municipio de Tõrva (Tõrva)
- Municipio de Valga (Valga)

Municipios antes de 2017 (hay 2 municipios urbanos (estonio: linn - ciudad) y 10 municipios rurales (estonio: vallad - municipios) en el condado):
- Valga linn
- Otepää vald (Otepää linn)
- Tõrva linn
- Helme vald (Laatre alevik)
- Puka vald (Puka alevik)
- Sangaste vald (Sangaste alevik)
- Palupera vald (Hellenurme küla)
- Karula vald (Lüllemäe küla)
- Hummuli vald (Hummuli alevik)
- Põdrala vald (Riidaja küla)
- Taheva vald (Laanemetsa küla)
- Õru vald (Õru alevik)

## Galería

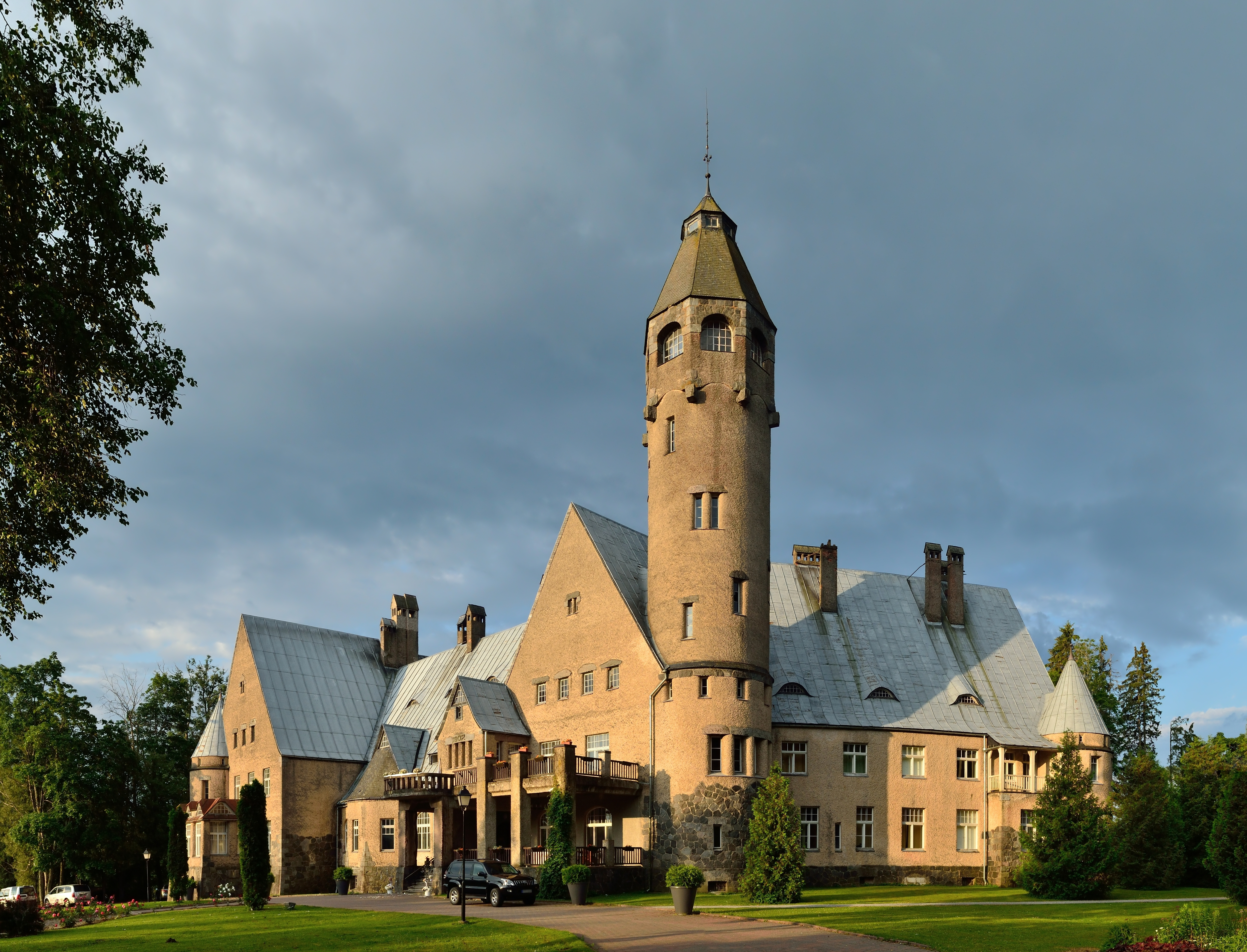
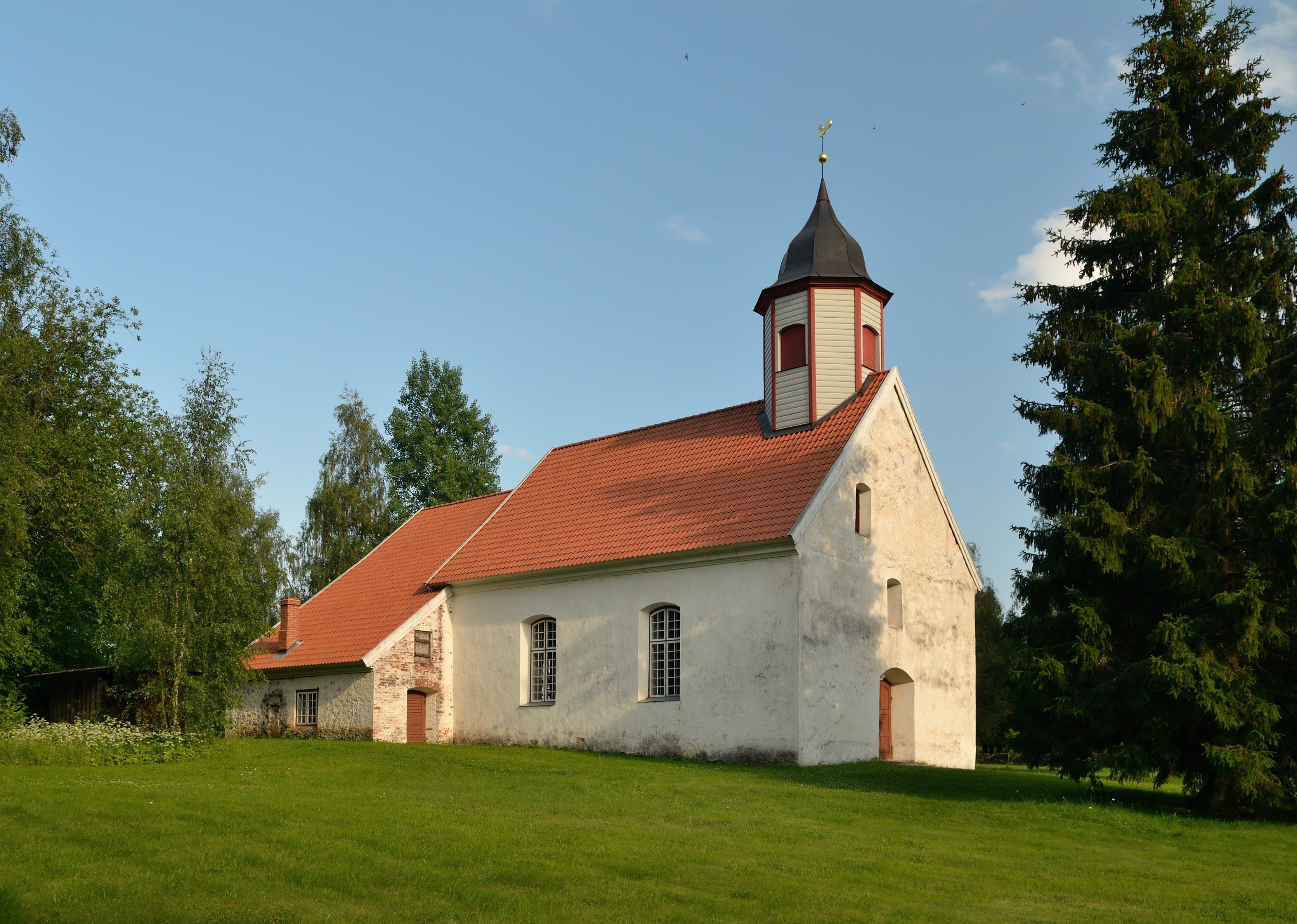
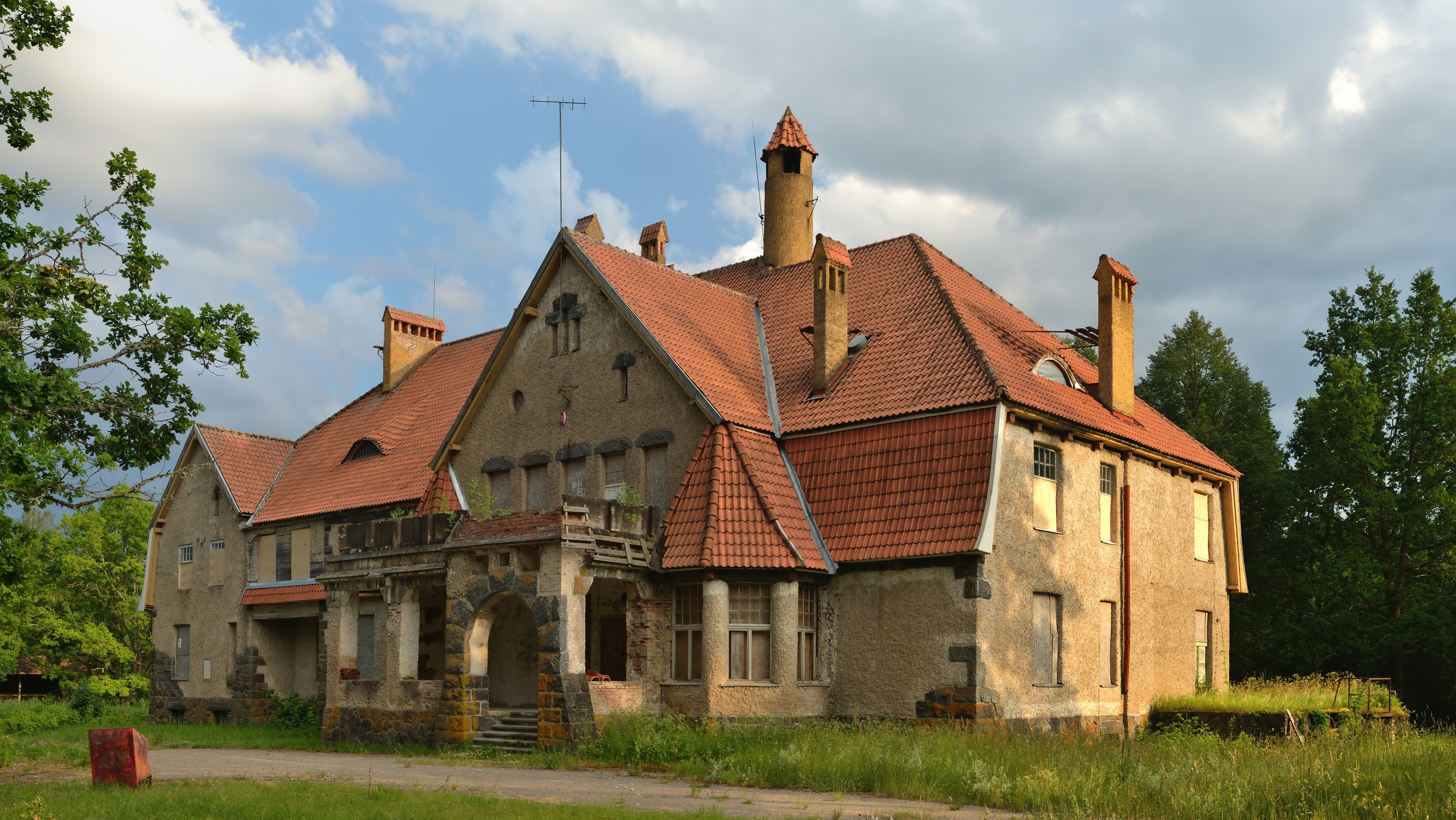
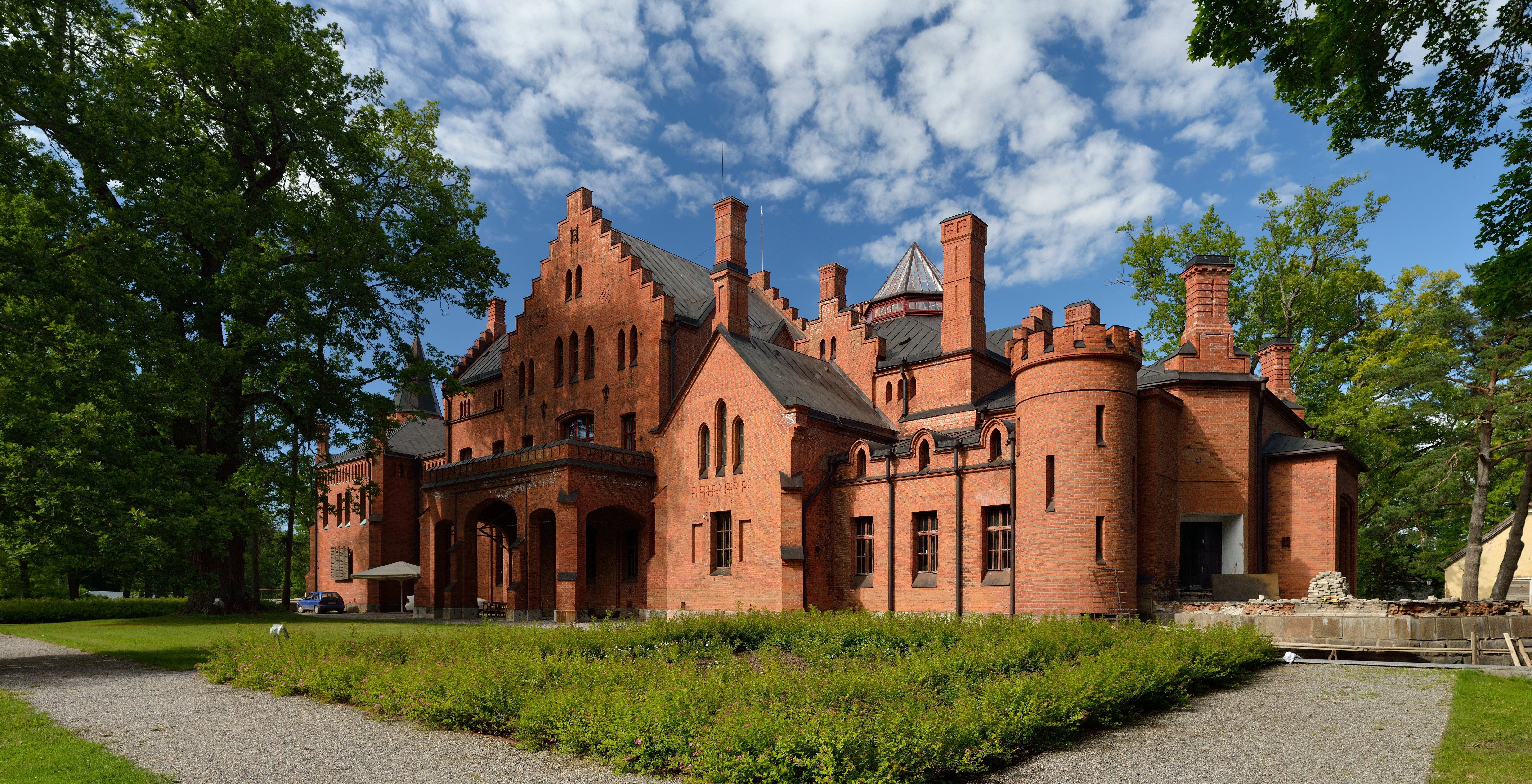
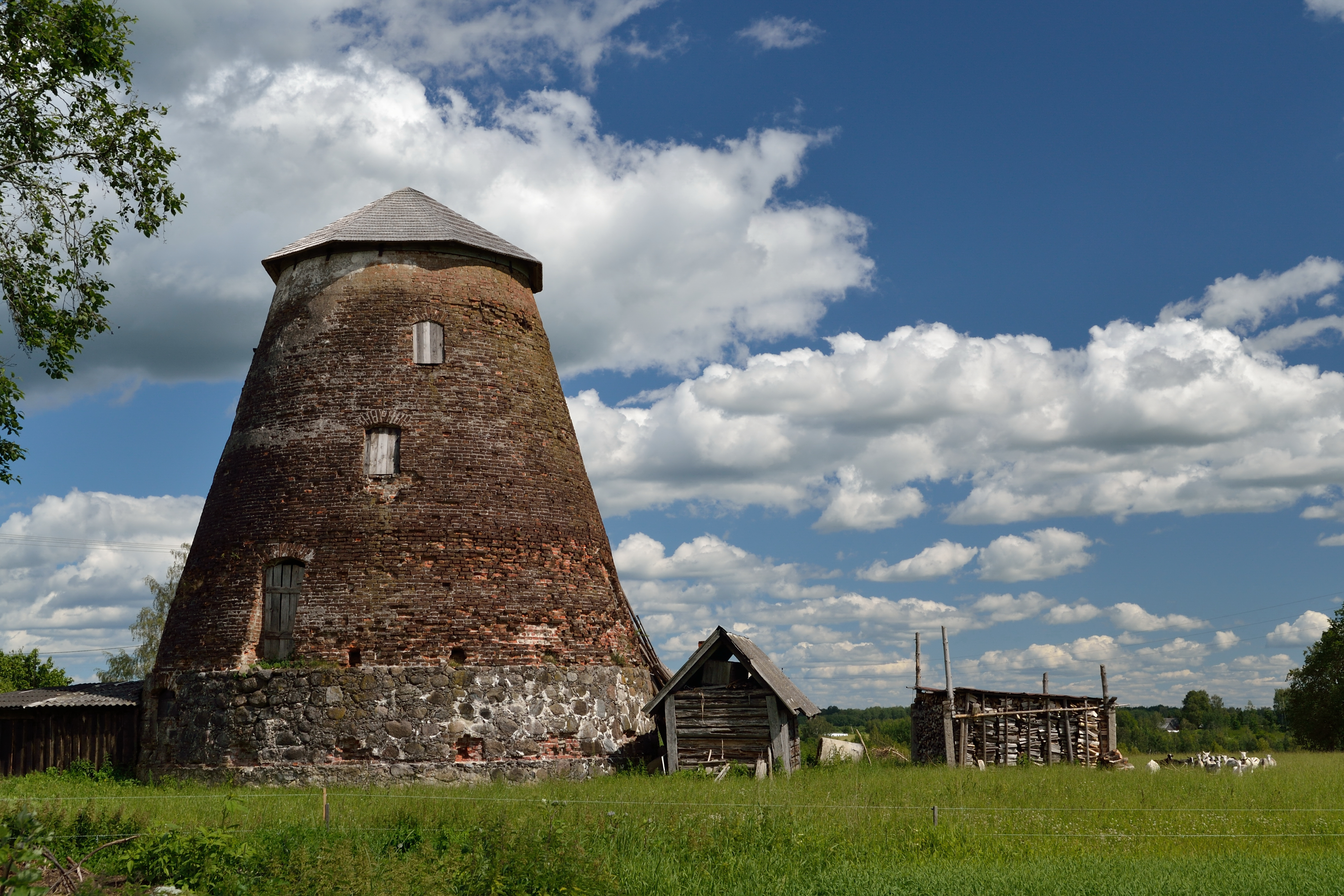
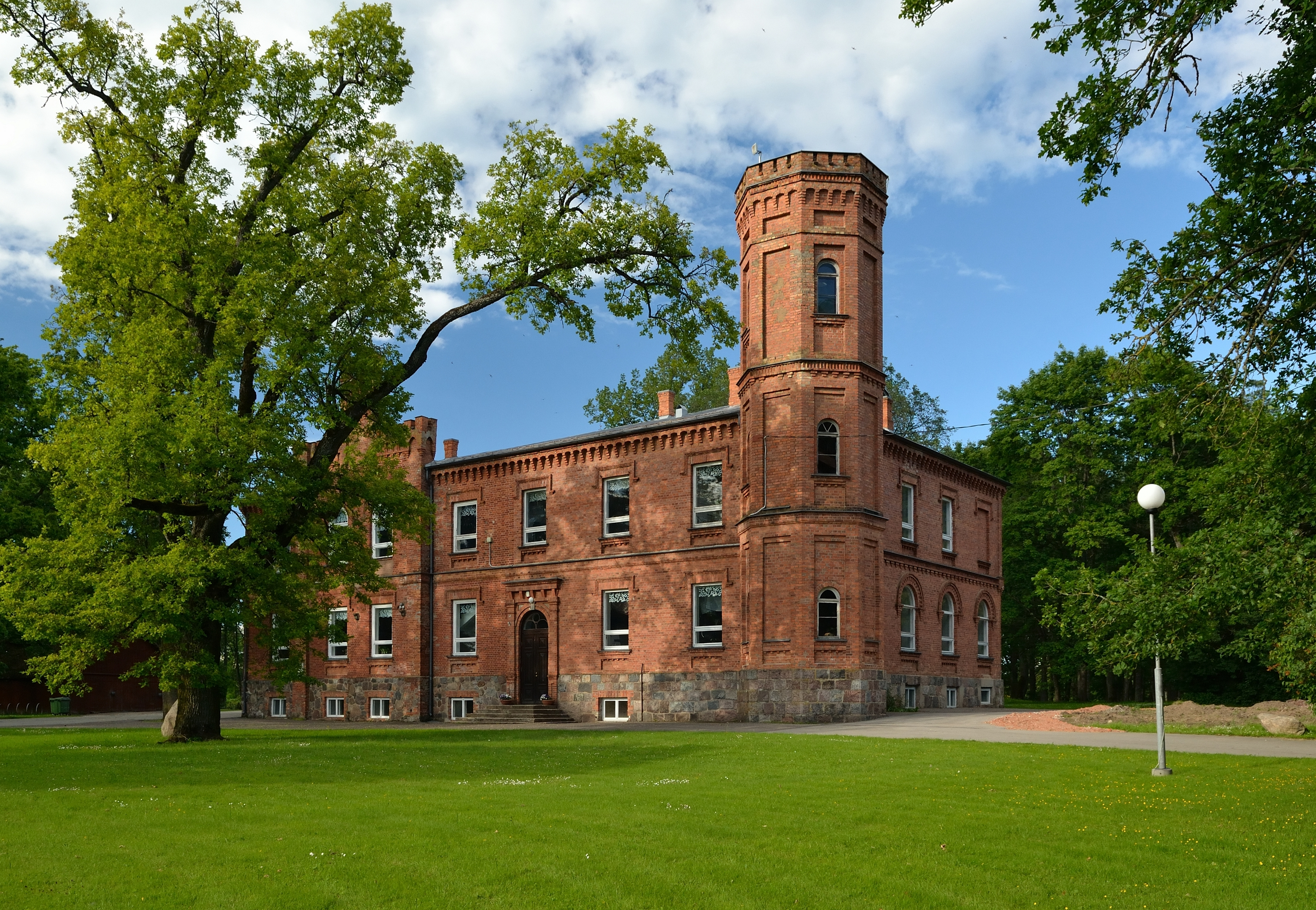